# Prómachoi
Prómachoi är en ort i Grekland.   Den ligger i prefekturen Nomós Péllis och regionen Mellersta Makedonien, i den norra delen av landet, 400 km norr om huvudstaden Aten. Prómachoi ligger 290 meter över havet och antalet invånare är 1 740.
Terrängen runt Prómachoi är varierad. Runt Prómachoi är det ganska glesbefolkat, med 34 invånare per kvadratkilometer. Närmaste större samhälle är Aridaía, 7,2 km sydost om Prómachoi. Trakten runt Prómachoi består till största delen av jordbruksmark.